# Chris Barrie
Christopher Jonathan Brown, noto come Chris Barrie (Hannover, 28 marzo 1960), è un attore britannico.

## Biografia
Nato in Germania, è cresciuto in Irlanda del Nord. Nei primi anni '80 ha lavorato con Rob Grant e Jasper Carrott, mentre nel 1984 ha avuto successo nel programma televisivo comico Spitting Image, dove ha lavorato come imitatore. Con Rob Grant e Doug Naylor ha fatto parte del cast della serie di fantascienza Red Dwarf dal 1988. Ha recitato nelle serie di film di Tomb Raider nel ruolo di Hillary, il maggiordomo di Lara Croft. È stato sposato con Alecks dal 1987 al 1990. Vive nel Berkshire con la moglie Monica sposata nel 1997 e con due figli.

## Filmografia parziale

### Cinema
- Testimony, regia di Tony Palmer (1988)
- Lara Croft: Tomb Raider, regia di Simon West (2001)
- Lara Croft: Tomb Raider - La culla della vita (Lara Croft: Tomb Raider – The Cradle of Life), regia di Jan de Bont (2003)
- Back in Business, regia di Chris Munro (2007)

### Televisione
- Coming Next - serie TV, 6 episodi (1985)
- The Brittas Empire - serie TV, 52 episodi (1991-1997)
- Get Fit with Brittas - serie TV, 6 episodi (1997)
- A Prince Among Men - serie TV, 12 episodi (1997-1998)
- Red Dwarf - serie TV, 57 episodi (1988-2012)

### Doppiaggio
- Spitting Image - serie TV, 70 episodi (1984-1991)
- The Legends of Treasure Island - serie TV, 8 episodi (1993)
- Simon the Sorcerer - videogioco (1993)
- Ben Elton: The Man from Auntie - serie TV, 2 episodi (1994)
- Il segreto di Babbo Natale (Saving Santa) (2013)